# ۱۷ ذی‌القعده
۱۷ ذیقعده، هفدهمین روز از ماه ذیقعده در تقویم هجری قمری است.
در تقویم هجری قمری قراردادی این روز سیصد و دوازدهمین روز سال است.

## وقایع
- تبعید موسی بن جعفر کاظم (امام هفتم شیعه) از مدینه به عراق (۱۷۹ ق)
- قتل «ملامحمد تقی شهید ثالث» فقیه شیعه (۱۲۶۴ ق)
- ترور «ناصرالدین شاه قاجار» در حرم عبدالعظیم توسط میرزا رضاکرمانی (۱۳۱۳ق)

## درگذشتگان
- «میرزا شرف جهان قزوینی» شاعر ایرانی (۹۶۸ ق)
- آیت اللَّه «شیخ عبدالکریم حائری یزدی» مرجع و مؤسس گرانقدر حوزهٔ علمیهٔ قم(۱۳۵۵ ق)